# Rede Mundial Curitiba
Rede Mundial Curitiba é uma emissora de televisão brasileira sediada em Curitiba, capital do estado do Paraná. Opera no canal 21 (22 UHF digital). Pertence à Rede Mercosul de Comunicação, em sociedade com a Igreja Mundial do Poder de Deus.

## História

### Rede Mercosul (2006-2018)
Record News (2012-2017)
No dia 5 de novembro de 2012, foi anunciado pela própria emissora que ela deixaria de transmitir a Rede Mundial para ser afiliada da Record News.

### Rede Mundial (2018-presente)
Em agosto de 2017, a Rede Mercosul anuncia o rompimento da parceria com a Record News. O motivo seria o arrendamento à Igreja Mundial do Poder de Deus.